# Narcisse Leven
Pour les articles homonymes, voir Leven (homonyme).

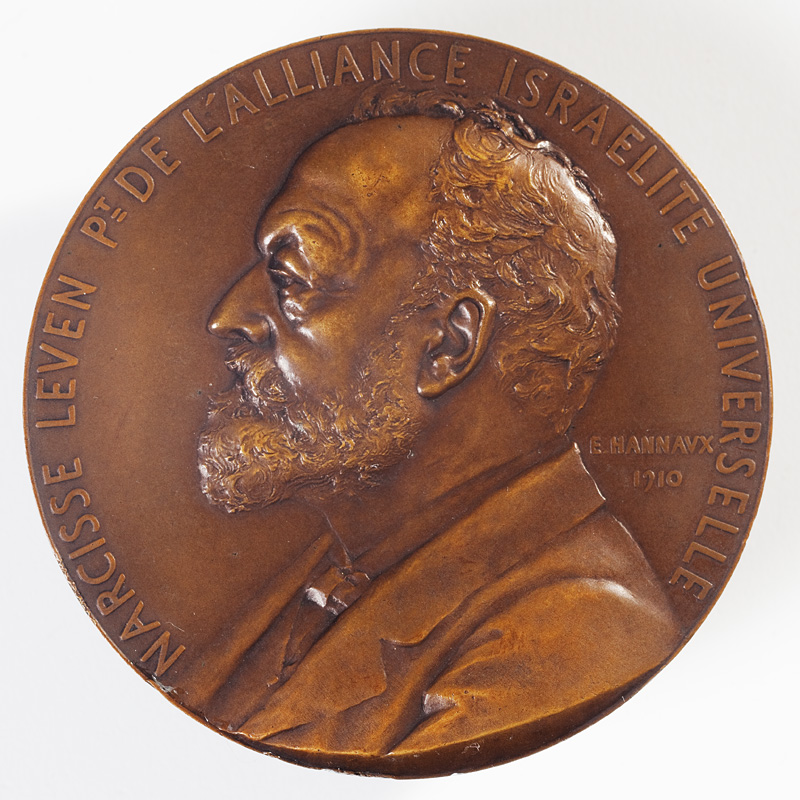
Médaille d'Emmanuel Hannaux pour le 50e anniversaire de l'Alliance Israélite Universelle (1910) dans la collection du Musée Juif de Suisse, Bâle (Inv. JMS 557).

Nathan Narcisse Leven, né le 15 octobre 1833 à Uerdingen (aujourd'hui quartier de la ville de Krefeld) et mort à Paris le 6 janvier 1915, est un avocat, philanthrope et homme politique français.
Il est reconnu pour son action de promotion de l'idée républicaine en France à partir de 1870, ainsi que pour ses créations d'écoles et de livres destinés à l'émancipation de la jeunesse juive en Afrique du nord, dans le cadre de l'Alliance israélite universelle dont il est l'un des fondateurs en 1860.

## Biographie

### Origines, famille et études
Originaire de Rhénanie prussienne, la famille Leven s'établit en France sous la Monarchie de Juillet avant d'y obtenir sa naturalisation par décret du 21 avril 1848. En 1842, Maurice Leven (1795-18..) fonde une tannerie à Paris, reprise en 1854 par ses deux fils aînés, Isaac (né vers 1819) et Samuel-Maurice dit « Stanislas » (1824-1911), futur conseiller général de la Seine (canton de Saint-Denis). Un troisième fils de Maurice, Moïse-Manuel (1831-1912), sera médecin, tandis que le cadet, Nathan-Narcisse, se consacrera au droit.
Il s'investit très tôt dans les œuvres philanthropiques. En 1848, alors élève au lycée Henri-IV et âgé d'à peine quinze ans, il lance avec des camarades une « Association lycéenne » « pour le soulagement des familles nécessiteuses du 12e arrondissement de Paris », n'hésitant pas à s'adresser à Victor Hugo, Béranger, Lamartine ainsi qu'à d'autres personnalités afin de solliciter leur appui.

### Avocat et militantisme
Avocat à la cour d'appel de Paris à partir de 1855, secrétaire de la conférence des avocats en 1858-1859, Narcisse Leven devient l'assistant de son coreligionnaire Adolphe Crémieux, ténor du barreau, homme politique républicain et défenseur des juifs, qui exercera une influence déterminante sur son jeune confrère. En mai 1860, il participe, aux côtés de Charles Netter, Jules Carvallo, Eugène Manuel et de deux autres jeunes notables israélites, à la création de l'Alliance israélite universelle (AIU), soutenue et bientôt présidée par son mentor. Le 8 septembre 1870, Crémieux, devenu ministre de la Justice au sein du gouvernement de la Défense nationale, choisit Leven pour chef de cabinet et directeur du personnel. C'est à ce titre que Leven suit Crémieux quand celui-ci est délégué à Tours (12 septembre) puis à Bordeaux (10 décembre).
Son engagement républicain se poursuit au-delà de ces missions car, en juillet 1871, il participe, aux côtés d'autres gambettistes (Jules Barni, Jules Cazot, Alcide Dusolier), à la fondation d'une « Société d'instruction républicaine » « ayant pour but d'éclairer les citoyens sur leurs droits et leurs devoirs ». En diffusant de nombreuses brochures, cette association s'attache surtout à réaliser le projet de Gambetta : convertir les campagnes au républicanisme. Par conséquent, elle est mise sur la sellette par le pouvoir conservateur au temps de l'Ordre moral et s'attire notamment les foudres du marquis de Beaucourt, qui y voit « un dangereux poison ».

### Carrière politique
Le 2 novembre 1879, Narcisse Leven est élu au conseil municipal de Paris par les citoyens du quartier du Faubourg-Montmartre (9e arrondissement), succédant ainsi à Viollet-le-Duc. Républicain modéré (« opportuniste ») et non autonomiste, il est réélu en 1881 et 1884 avant d'être battu en mai 1887 par le radical-socialiste autonomiste Daumas, à l'issue d'une campagne pendant laquelle la Ligue antisémite l'a attaqué en raison de ses origines juives allemandes. Membre de l'Association nationale républicaine (antiboulangiste), dont il intègre le comité directeur en 1893, il en démissionne en juillet 1899, après que le président de l'association, Honoré Audiffred, ait rejoint les antidreyfusards en votant contre le gouvernement Waldeck-Rousseau. À l'instar de nombreux progressistes (nom des opportunistes dans les années 1890) soutenant Waldeck-Rousseau, Leven rejoindra le parti de l'Alliance républicaine démocratique fondé en 1901.
Inquiet des persécutions dont sont victimes ses coreligionnaires français dès le déclenchement de l'affaire Dreyfus, Leven est l'un des cofondateurs, en décembre 1894, du « Comité de défense contre l'antisémitisme » initié par le grand rabbin Zadoc Kahn. Il vient également en aide aux juifs des autres pays, que ce soit au sein de l'AIU ou de la Jewish Colonization Association (ICA), dont il se voit confier la présidence en 1901. Fondée en 1891 par Maurice de Hirsch, l'ICA a pour but d'aider les réfugiés juifs fuyant les pogroms à s'établir sur des territoires plus hospitaliers, notamment en Amérique (plutôt qu'en Palestine, Leven étant peu favorable aux thèses sionistes de Theodor Herzl). Parmi ces colons, ceux de Bender Hamlet, au Canada, nomment un hameau voisin « Narcisse » en l'honneur de Leven. Une Colonia Narcisse Leven est également fondée près de Bernasconi, en Argentine. Secrétaire-général (1863-1883) puis vice-président (1883-1898) de l'AIU, Narcisse Leven en prend la présidence en 1898. Son œuvre scolaire à la tête de l'AIU sera saluée par l'attribution de son nom à une école de Casablanca.
Mort le 6 janvier 1915 en son domicile de la rue d'Aumale, Narcisse Leven est inhumé au cimetière de Montmartre.
D'un premier mariage, Narcisse Leven est le père de Mayer-Joseph-Georges Leven (1868-1941), agent de change et lieutenant-colonel de réserve. D'un second mariage, il est le père de Maurice Leven (1876-1951), avocat. Tous deux seront actifs au sein de l'AIU. Georges est le père de Gustave Leven (1914-2008), dirigeant de la société Perrier de 1948 à 1990.